# Station Whatstandwell
Whatstandwell is een spoorwegstation van National Rail in Amber Valley in Engeland. Het station is eigendom van Network Rail en wordt beheerd door East Midlands Raiwlay. 